# 匈牙利地理

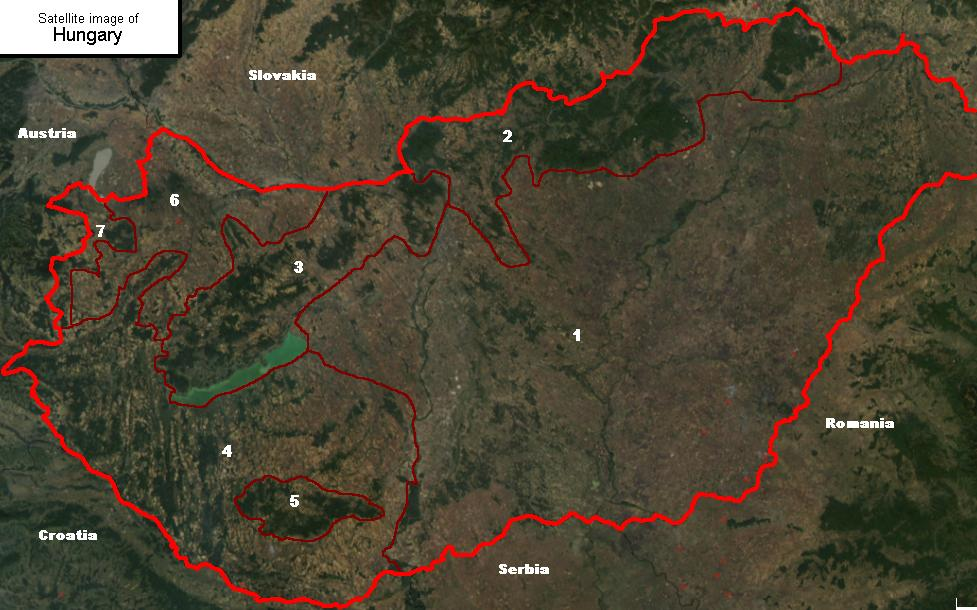
匈牙利地理分區

匈牙利是位於中歐的一個國家，國土面積93,030平方公里，匈牙利在西部和奧地利接壤，在南部及東南部和塞爾維亞、克羅地亞和斯洛文尼亞接壤，東南部和羅馬尼亞接壤，東北部和烏克蘭接壤，南部和斯洛伐克接壤。匈牙利現在的國境線是在一戰之後確定的，在1920年的特里亞農條約中，匈牙利失去了71%的國土，58.5%的人口和32%的匈牙利人。在1938至1941年期間，匈牙利的領土曾有所拓展。二戰之後，匈牙利回到了一戰結束時的國境。匈牙利地勢較為平坦，大部份地區海拔高度都不到200米。匈牙利可分為三個大的地理區域。匈牙利最大的湖泊是巴拉頓湖，有「匈牙利海」之稱，也是中歐最大的湖泊。匈牙利的可耕地面積占國土比例很高，有多達70%的土地都適合開展農業，匈牙利也是中歐重要的農業大國。